# Sciecq
Sciecq é uma comuna francesa na região administrativa da Nova Aquitânia, no departamento de Deux-Sèvres. Estende-se por uma área de 4,33 km². Em 2010 a comuna tinha 648 habitantes (densidade: 149,7 hab./km²).